# Xenippacris
Xenippacris is een geslacht van rechtvleugeligen uit de familie veldsprinkhanen (Acrididae). De wetenschappelijke naam van dit geslacht is voor het eerst geldig gepubliceerd in 1966 door Descamps & Wintrebert.

## Soorten
Het geslacht Xenippacris  is monotypisch en omvat slechts de volgende soort:
- Xenippacris viridis (Descamps & Wintrebert, 1966)